# Beybienkia barkolensis
Beybienkia barkolensis är en insektsart som beskrevs av Liu, Jupeng 1979. Beybienkia barkolensis ingår i släktet Beybienkia och familjen Pamphagidae. Inga underarter finns listade i Catalogue of Life.